# Megaselia striolata
Megaselia striolata är en tvåvingeart som beskrevs av Schmitz 1940. Megaselia striolata ingår i släktet Megaselia och familjen puckelflugor. Arten är reproducerande i Sverige. Inga underarter finns listade i Catalogue of Life.